# The Swan Princess: The Mystery of the Enchanted Kingdom
The Swan Princess: The Mystery of the Enchanted Treasure (bra: A Princesa Encantada 3: O Segredo do Reino Encantado) é um filme animado estadunidense de 1998, dos gêneros fantasia, comédia e aventura, dirigido por Richard Rich.
É sequência de The Swan Princess: Escape from Castle Mountain.

## Vozes
- Michelle Nicastro e Liz Callaway (canções) como Odette
- Brian Nissen e como Derek
- Christy Landers como Rainha Uberta
- Sean Wright como Rothbart
- Donald Sage Mackay como Jean-Bob
- Doug Stone como Veloz
- Steve Vinovich como Puffin
- Joseph Medrano como Lord Rogers
- Katja Zoch como Zelda, a vilã
- Joel McKinnon Miller como Bromley, amigo de Derek